# Grinneröds socken
Grinneröds socken i Bohuslän ingick i Inlands Fräkne härad, ingår sedan 1971 i Uddevalla kommun och motsvarar från 2016 Grinneröds distrikt.
Socknens areal är 39,88 kvadratkilometer varav 38,93 land.  År 2000 fanns här 459 invånare. Exercisplatsen Backamo, norra delen av tätorten Svenshögen samt kyrkbyn Grinneröd med sockenkyrkan Grinneröds kyrka ligger i socknen.

## Administrativ historik
Grinneröds socken har medeltida ursprung.
Vid kommunreformen 1862 övergick socknens ansvar för de kyrkliga frågorna till Grinneröds församling och för de borgerliga frågorna bildades Grinneröds landskommun. Landskommunen inkorporerades 1952 i Ljungskile landskommun som 1971 uppgick i Uddevalla kommun. Församlingen uppgick 2011 i Ljungskile församling.
1 januari 2016 inrättades distriktet Grinneröd, med samma omfattning som församlingen hade 1999/2000.
Socknen har tillhört län, fögderier, tingslag och domsagor enligt vad som beskrivs i artikeln Inlands Fräkne härad. De indelta soldaterna tillhörde Bohusläns regemente, Fräkne kompani. Rotenumren var: Elversröd 54, Liveröd 55, Lissleröd 56, Åsen 57, Nedre Myröd 58, Backeröd 59 och Holmestad 60.

## Geografi och natur
Grinneröds socken ligger söder om Uddevalla med Bredfjället i nordost. Socknen är en kuperad sjörik skogsbygd med dalgångsbygd i sydväst.
Bredfjällets naturreservat som delas med Hjärtums socken i Lilla Edets kommun ingår i EU-nätverket Natura 2000. Den största insjön är Grinnerödssjön.
I Åsen, som var tingsställe i Inlands Fräkne härad mellan 1707 och 1748, fanns förr ett gästgiveri.
| - Backa invid Backamo. - Barkesbo - Elversröd - Flågfjället - Fökeröd - Holmestad - Kolbengtseröd - Lissleröd - Myre - Kvatroneröd - Rinnan - Rytter-rinnan - Röd - Skällebred - Torp | - Backamo, Bohusläns regementes exercisplats. - Backeröd eller Bakeröd - Bastebacka - Berg - Högen - Liveröd - Lyckan - Skogen - Skogstorp - Sollid - Spriteröd, gård vid Backamo exercisplats. - Vargefjället - Åsen |

## Fornlämningar
Ett tiotal boplatser och en hällkista från stenåldern har påträffats. Från bronsåldern finns gravrösen och skålgropsförekomster. Från järnåldern finns ett gravfält vid kyrkan.

## Befolkningsutveckling
Befolkningen ökade från 410 1810 till 893 1860 varefter den sjönk till 3321980 då den var som minst under 1900-talet.

## Namnet
Namnet skrevs 1388 Gryndariodär och kommer från kyrkbyn. Efterleden innehåller rjodr (ryd), 'röjning'. Förleden kan innehålla grind, 'sand, grus' syftande på jordmånen.